# 超人與露易絲
《超人與露易絲》（英語：Superman & Lois）是一部美國劇情類超級英雄電視劇，改編自傑瑞·西格爾和喬·舒斯特為DC漫畫創作的角色超人和露易絲·蓮恩。影集由托德·赫爾賓和葛瑞格·貝蘭提開創，泰勒·霍奇林和伊麗莎白·圖諾克分別出演標題角色超級英雄「超人」克拉克·肯特和《星球日報》記者露易絲·蓮恩。影集雖是綠箭宇宙的一部分，但與該系列其他影集處於不同的架空世界和共同世界，原訂是和其他影集相同皆屬於主地球，為始源地球(Earth-Prime)的影集，但是從第二季開始更改設定為其他地球，編號為Earth-TUD25。
2019年10月，CW電視網宣佈開發影集。2020年1月，影集正式獲得預訂。第一季主體拍攝於2020年10月在加拿大英屬哥倫比亞省的溫哥華開機，2021年6月底殺青。第二季於2021年9月中旬開機拍攝，2022年4月殺青。《超人與露易絲》第一季於2021年2月23日播出。2021年3月，CW電視網宣佈預訂第二季，於2022年1月11日開播。2023年，續訂第四季也是最後一季。

## 概要
「超人」克拉克·肯特和妻子露易絲·蓮恩帶著兩個兒子喬納森和喬丹回到斯莫維爾小鎮，他們與拉娜·朗重聚，結識她的丈夫凱爾·庫欣以及他們的女兒莎拉。神秘訪客的到來打破了小鎮內寧靜的田園生活。商業大亨摩根·艾吉來到小鎮進行秘密實驗。

## 演員與角色
| 演员            | 演员 | 角色                       | 角色 | 登场季数 | 登场季数 |
| 譯名            | 英語 | 譯名                       | 英語 | 1        | 2        |
| --------------- | ---- | -------------------------- | ---- | -------- | -------- |
| 泰勒·霍奇林     |      | 凱·艾爾／克拉克·肯特／超人 |      | 主演     | 主演     |
| 伊麗莎白·圖諾克 |      | 露易絲·蓮恩                |      | 主演     | 主演     |
| 喬丹·艾爾薩斯   |      | 喬納森·肯特                |      | 主演     | 主演     |
| 亞歷克斯·加芬   |      | 喬丹·肯特                  |      | 主演     | 主演     |
| 艾瑞克·瓦爾迪茲 |      | 凱爾·庫欣                  |      | 主演     | 主演     |
| 因德·納瓦雷特   |      | 莎拉·庫欣                  |      | 主演     | 主演     |
| 沃爾·帕克斯     |      | 約翰·亨利·艾朗／神秘人     |      | 主演     | 主演     |
| 亞當·雷納       |      | 塔爾·羅／摩根·艾吉／殲滅者 |      | 主演     | 客串     |
| 迪倫·沃爾什     |      | 塞繆爾·蓮恩                |      | 主演     | 主演     |
| 埃曼紐爾·施萊琪 |      | 拉娜·朗·庫欣               |      | 主演     | 主演     |
| 泰勒·巴克       |      | 娜塔莉·艾朗                |      | 客串     | 主演     |
| 蘇菲亞·哈斯米克 |      | 克莉絲·貝波                |      | 常設     | 主演     |

## 集數

### 系列總覽
| 季數 | 集数 | 集数 | 首播日期      | 首播日期      | 排名 | 平均收視 （百萬） |
| 季數 | 集数 | 集数 | 首映          | 季终          | 排名 | 平均收視 （百萬） |
| ---- | ---- | ---- | ------------- | ------------- | ---- | ----------------- |
| 1    | 15   | 15   | 2021年2月23日 | 2021年8月17日 | 116  | 2.44              |
| 2    | 15   | 15   | 2022年1月11日 | 2022年6月28日 | 115  | 1.60              |
| 3    | 13   | 13   | 2023年3月14日 | 2023年6月27日 | 110  | 1.15              |
| 4    | 10   | 10   | 2024年10月7日 | 2024年12月2日 | 待定 | 待定              |

## 製作

### 開發
2019年10月，CW電視網宣佈開發影集，執行製片人包括托德·赫爾賓、葛瑞格·貝蘭提、莎拉·謝克特和傑夫·強斯，托德·赫爾賓同時執筆撰寫劇本。2020年1月14日，影集正式獲得預訂。第一季共15集。影集在創作時借鑒了《雪山鎮》和《勝利之光》等家庭劇。主創托德·赫爾賓表示影集在許多層面類似於長篇電影，例如畫面長寬比、攝影和分鏡頭設計等，他表示「我們在與有線電視台和串流媒體平台上推出的節目競爭……，我們希望能夠為觀眾提供同等品質的影集。」2021年3月2日，CW電視網宣佈預訂第二季。

### 選角
2019年10月，隨著CW宣佈開發製作影集，泰勒·霍奇林和伊麗莎白·圖諾克確定繼續出演標題角色「超人」克拉克·肯特和露易絲·蓮恩，兩人此前在電視劇《女超人》中客串出演相應角色。2020年2月，喬丹·艾爾薩斯和亞歷克斯·加芬確定分別出演喬納森·肯特和喬丹·肯特。4月，迪倫·沃爾什確定出演露易絲的父親塞繆爾·蓮恩，該角色在電視劇《女超人》中由格倫·莫肖爾飾演。埃曼紐爾·施萊琪出演拉娜·朗，艾瑞克·瓦爾迪茲出演凱爾·庫欣。5月，沃爾·帕克斯確定參與影集，因德·納瓦雷特出演凱爾和拉娜的女兒莎拉·庫欣。
2020年10月，蘇菲亞·哈斯米克和史黛西·法伯確定出演常設角色。12月，大衛·拉姆西確定回歸出演《綠箭俠》中的角色約翰·迪格爾，並執導其中一集。亞當·雷納確定出演摩根·艾吉，該角色此前出現於《女超人》中，由亞卓安·帕斯達飾演。
2021年6月，蘇菲亞·哈斯米克確定在第二季中被提升為常設主演。2021年8月，泰勒·巴克確定在第二季中被提升為常設主演。2021年10月，伊恩·鮑漢確定出演常設角色美國國防部中尉米奇·安德森，朱列·阿瑪拉客串出演斯莫維爾高中的新學生。同月，珍娜·戴溫確定回歸出演露易絲的妹妹露西·蓮恩，她此前在電視劇《女超人》中出演該角色。

### 劇本
2020年11月，第一季的編劇成員納迪亞·塔克（Nadria Tucker）因不滿劇本中的「與種族歧視和性別歧視相關的故事線」而被解僱。華納兄弟電視公司隨後在一份聲明中稱：「華納已經告知對方為何不與她續約更多的集數。」

### 拍攝
試播集的主體拍攝原計劃於2020年3月23日在加拿大英屬哥倫比亞省的溫哥華開機，5月14日殺青。但是受2019冠狀病毒病疫情影響，3月13日，拍攝作業延遲至6月或7月。2020年7月底，華納兄弟電視公司再次將拍攝作業延遲至8月下旬。主體拍攝於2020年10月21日正式開機，原計劃於2021年6月14日殺青。《閃電俠》中哈里森·威爾斯的飾演者湯姆·卡瓦納夫執導季終集。製作組在大溫哥華地區素里取景拍攝。因應2019冠狀病毒病疫情，第一季的拍攝作業於2021年6月30日殺青。
第二季於2021年9月14日在溫哥華開機拍攝，計劃於2022年4月13日殺青。

### 音樂
丹·羅梅爾為第一季作曲，第一季的音樂原聲帶數字版於2021年10月15日在亞馬遜和iTunes上發行。

## 發行

### 電視播出
《超人與露易絲》第一季首播集於2021年2月23日在CW電視網播出。2月27日，特納電視網重播第一集，隨後播出特輯《超人與露易絲：希望遺產》（Superman & Lois: Legacy of Hope），包括影集拍攝時的幕後花絮、演員訪談以及與特別嘉賓討論「超人」所留下的遺產。影集在加拿大電視頻道與美國同日跟播，在台灣華納電視頻道與美國同日跟播。拍攝作業因受2019冠狀病毒病疫情影響而延期，第一季於2021年3月23日釋出第五集之後暫停播出，2021年5月18日起恢復播出新集。在此期間，該節目時段播出《女超人》第六季。第一季全集於2021年9月17日在HBO Max上線。
第二季首播集於2022年1月11日播出。

### 影碟發行
| 季數 | 季數 | 集數 | DVD發行日期    | DVD發行日期    | DVD發行日期   | 藍光影碟發行日期 | 藍光影碟發行日期 |
| 季數 | 季數 | 集數 | 區域1          | 區域2          | 區域4         | A區              | B區              |
| ---- | ---- | ---- | -------------- | -------------- | ------------- | ---------------- | ---------------- |
|      | 1    | 15   | 2021年10月19日 | 2021年10月19日 | 2021年11月3日 | 2021年10月19日   | 2021年10月19日   |

## 迴響

### 評價
《超人與露易絲》收到多數影評人的好評。在影視匯總點評網站爛番茄上，《超人與露易絲》獲得「認證新鮮」標識，87%的新鮮度，7.76/10分（38位影評人）。《超人與露易絲》在Metacritic網站上得到「普遍讚譽」，獲得了65/100分（12位影評人）。

### 收視
| 季數 | 播出時間（ET） | 集數 | 首映          | 首映          | 季終          | 季終          | 電視季度 | 18–49歲 收視 排名 | 18–49歲 收視 平均 | 收視人数 排名 （百萬） | 平均 收視人数 （百萬） |
| 季數 | 播出時間（ET） | 集數 | 日期          | 收視 （百萬） | 日期          | 收視 （百萬） | 電視季度 | 18–49歲 收視 排名 | 18–49歲 收視 平均 | 收視人数 排名 （百萬） | 平均 收視人数 （百萬） |
| ---- | -------------- | ---- | ------------- | ------------- | ------------- | ------------- | -------- | ----------------- | ----------------- | ---------------------- | ---------------------- |
| 1    | 星期二21:00    | 15   | 2021年2月23日 | 1.745         | 2021年8月17日 | 0.622         | 2020–21  | 90                | 0.6               | 116                    | 2.44                   |

### 獎項
| 年度 | 獎項               | 類別                        | 入圍者           | 結果 | 來源   |
| ---- | ------------------ | --------------------------- | ---------------- | ---- | ------ |
| 2021 | 好萊塢影評人協會獎 | 戲劇類最佳廣播電視影集      | 《超人與露易絲》 | 提名 | [ 58 ] |
| 2021 | 哈維獎             | 最佳漫畫書/圖畫小說改編影集 | 《超人與露易絲》 | 提名 | [ 59 ] |
| 2021 | 全美民選獎         | 年度最受歡迎科幻/奇幻劇     | 《超人與露易絲》 | 提名 | [ 60 ] |

## 資料來源
1. 1 2  Ramos, Dino-Ray. . Deadline Hollywood. 2021-02-08  [2021-02-09]. （原始内容存档于2021-02-11） （美国英语）.
2. 1 2  Porter, Rick. . The Hollywood Reporter. 2021-06-08  [2021-06-09]. （原始内容存档于2021-06-09） （美国英语）.
3. ↑   (新闻稿). The CW. 2022-04-07 –The Futon Critic （美国英语）.
4. ↑  Porter, Rick. . The Hollywood Reporter. June 8, 2022  [June 12, 2023]. （原始内容存档于June 9, 2022）.
5. ↑  Porter, Rick. . The Hollywood Reporter. June 7, 2022  [June 13, 2023]. （原始内容存档于June 8, 2023）.
6. 1 2  Otterson, Joe. . Variety. 2019-10-28  [2020-02-05]. （原始内容存档于2020-02-05） （美国英语）.
7. ↑  Andreeva, Nellie. . Deadline Hollywood. 2020-01-14  [2020-01-14]. （原始内容存档于2020-02-05） （美国英语）.
8. ↑  . The Futon Critic. 2021-02-03  [2021-02-03]. （原始内容存档于2021-03-10） （美国英语）.
9. ↑  Petski, Denise. . Deadline Hollywood. 2021-03-02  [2021-03-02]. （原始内容存档于2021-03-02） （美国英语）.
10. ↑  Andreeva, Nellie. . Deadline Hollywood. 2020-02-05  [2020-02-05]. （原始内容存档于2020-02-05） （美国英语）.
11. ↑  Andreeva, Nellie. . Deadline Hollywood. 2020-04-02  [2020-04-03]. （原始内容存档于2020-04-03） （美国英语）.
12. ↑  Petski, Denise. . Deadline Hollywood. 2020-04-07  [2020-04-07]. （原始内容存档于2020-04-07） （美国英语）.
13. ↑  Petski, Denise. . Deadline Hollywood. 2020-04-08  [2020-04-08]. （原始内容存档于2020-04-08） （美国英语）.
14. ↑  Petski, Denise. . Deadline Hollywood. 2020-05-12  [2020-05-12]. （原始内容存档于2020-05-12） （美国英语）.
15. ↑  Petski, Denise. . Deadline Hollywood. 2020-05-13  [2020-05-13]. （原始内容存档于2020-05-13） （美国英语）.
16. ↑  Agard, Chancellor. . Entertainment Weekly. 2020-10-15  [2020-10-15]. （原始内容存档于2020-10-19） （美国英语）.
17. ↑  Baysinger, Tim; Lincoln, Ross A. . The Wrap. 2020-10-22  [2020-10-24]. （原始内容存档于2020-10-24） （美国英语）.
18. ↑  Petski, Denise. . Deadline Hollywood. 2020-12-01  [2020-12-01]. （原始内容存档于2020-12-01） （美国英语）.
19. ↑  Ramos, Dino-Ray. . Deadline Hollywood. 2020-12-17  [2020-12-17]. （原始内容存档于2021-02-01） （美国英语）.
20. ↑  Petski, Denise. . Deadline Hollywood. 2021-06-30  [2021-06-30]. （原始内容存档于2021-06-30） （美国英语）.
21. ↑  Mitovich, Matt Webb. . TVLine. 2021-08-17  [2021-08-18]. （原始内容存档于2021-08-18） （美国英语）.
22. ↑  Petski, Denise. . Deadline Hollywood. 2021-10-01  [2021-10-29]. （原始内容存档于2021-10-15） （美国英语）.
23. ↑  Cordero, Rosy. . Deadline Hollywood. 2021-10-14  [2021-10-29]. （原始内容存档于2021-10-19） （美国英语）.
24. ↑  Swift, Andy. . TVLine. 2021-10-29  [2021-10-29]. （原始内容存档于2021-10-29） （美国英语）.
25. ↑  Daniels, Karu F. . nydailynews.com.   [2021-04-09]. （原始内容存档于2021-04-14） （美国英语）.
26. ↑  . /Film. 2020-11-09  [2021-04-09]. （原始内容存档于2021-04-14） （美国英语）.
27. ↑  . bleedingcool.com.   [2021-04-09]. （原始内容存档于2021-04-14） （美国英语）.
28. ↑  . The Grapevine.   [2021-04-29]. （原始内容存档于2021-04-29） （美国英语）.
29. ↑   (PDF). Directors Guild of Canada. 2020-02-28  [2020-02-28]. （原始内容存档 (PDF)于2020-02-28） （美国英语）.
30. ↑  Thorne, Will; Aurthur, Kate. . Variety. 2020-03-13  [2020-03-14]. （原始内容存档于2020-03-14） （美国英语）.
31. ↑  Goldberg, Lesley. . The Hollywood Reporter. 2020-03-12  [2020-03-14]. （原始内容存档于2020-03-14） （美国英语）.
32. ↑  Andreeva, Nellie. . Deadline Hollywood. 2020-07-24  [2020-07-25]. （原始内容存档于2020-07-25） （美国英语）.
33. ↑   (PDF). Directors Guild of Canada. 2020-10-16  [2020-10-17]. （原始内容存档 (PDF)于2020-10-17） （美国英语）.
34. ↑  Mitovich, Matt Webb. . TVLine. 2021-05-25  [2021-06-01]. （原始内容存档于2021-06-02） （美国英语）.
35. ↑  Grochowski, Sarah. . Vancouver is Awesome. 2020-10-08  [2020-11-17]. （原始内容存档于2020-11-16） （美国英语）.
36. ↑  Azpiri, Jon. . Global News. 2020-10-07  [2020-11-17]. （原始内容存档于2020-10-22） （美国英语）.
37. ↑  Elizabeth Tulloch [@BitsieTulloch].  (推文). 2021-07-01  [2021-07-02] –Twitter （美国英语）.
38. ↑  Elizabeth Tulloch [@BitsieTulloch].  (推文). 2021-07-02  [2021-07-03] –Twitter （美国英语）.
39. ↑  Elizabeth Tulloch [@BitsieTulloch].  (推文). 2021-09-14  [2021-09-15] –Twitter （美国英语）.
40. ↑  Gittins, Susan. . Hollywood North Buzz. 2021-09-14  [2021-09-15]. （原始内容存档于2021-09-15） （美国英语）.
41. ↑  .   [2021-11-14]. （原始内容存档于2023-03-29） （美国英语）.
42. ↑  Ausiello, Michael. . TVLine. 2020-10-29  [2020-10-29]. （原始内容存档于2020-10-29） （美国英语）.
43. ↑  Andreeva, Nellie. . Deadline Hollywood. 2021-02-08  [2021-02-09]. （原始内容存档于2021-02-09） （美国英语）.
44. ↑  , Bell Media, 2021-02-05  [2021-02-19], （原始内容存档于2021-02-15） （加拿大英语）
45. ↑  . Yahoo!新聞. 2021-02-18  [2021-02-20]. （原始内容存档于2021-03-10） （中文（臺灣））.
46. ↑  White, Peter. . Deadline Hollywood. 2021-03-05  [2021-03-05]. （原始内容存档于2021-03-05） （美国英语）.
47. ↑  . Superman Homepage. 2021-09-17  [2021-09-18]. （原始内容存档于2021-09-18） （美国英语）.
48. ↑  Mitovich, Matt Webb. . TVLine. 2021-11-05  [2021-11-05]. （原始内容存档于2021-11-05） （美国英语）.
49. ↑  .   [2021-08-19] –Amazon （美国英语）.
50. ↑  .   [2021-09-30]. （原始内容存档于2022-06-28） –Amazon （英国英语）.
51. ↑  .   [2022-01-01]. （原始内容存档于2022-07-16） –JB Hi-Fi （澳大利亚英语）.
52. ↑  .   [2021-08-19] –Amazon （美国英语）.
53. ↑  .   [2021-09-30]. （原始内容存档于2022-07-16） –Amazon （英国英语）.
54. ↑  . Rotten Tomatoes.   [2021-04-02]. （原始内容存档于2021-03-01） （美国英语）.
55. ↑  . Metacritic.   [2021-02-25]. （原始内容存档于2021-03-09） （美国英语）.
56. ↑  . Hollywood Critics Association. 2021-07-08  [2021-07-09]. （原始内容存档于2021-07-11） （美国英语）.
57. ↑  Grunenwald, Joe. . The Beat. 2021-07-16  [2021-07-21]. （原始内容存档于2021-07-23） （美国英语）.
58. ↑  Lenker, Maureen Lee. . Entertainment Weekly. 2021-10-27  [2021-10-29]. （原始内容存档于2021-10-27） （美国英语）.

## 外部連結
- 互联网电影数据库（IMDb）上《超人與露易絲》的资料（英文）
- 豆瓣电影上《超人與露易絲》的資料 （简体中文）